# Loxipasser
Loxipasser is een geslacht van zangvogels uit de familie Thraupidae (tangaren).

## Soorten
Het geslacht kent de volgende soort:
- Loxipasser anoxanthus – Jamaicagrondvink